# Cynisca liberiensis
Espèce
Synonymes
- Ophioproctes liberiensis Boulenger, 1878
- Amphisbaena lamottei  Angel, 1943

Statut de conservation UICN

 LC  : Préoccupation mineure
Cynisca liberiensis est une espèce d'amphisbènes de la famille des Amphisbaenidae.

## Répartition
Cette espèce se rencontre au Liberia, au Sierra Leone et en Guinée.

## Description
Cette espèce de lézard est apode.

## Publication originale
- Boulenger, 1878 : Description d'un genre nouveau et d'une espèce nouvelle de la famille des amphisbénides. Bulletin de la Société Zoologique de France, vol. 3, p. 300-303.